# Bat-Mite
Bat-Mite is een personage uit de Batman-strips van DC Comics. Bat-Mite is een Imp gelijk aan Mr. Mxyzptlk, een vijand van superman.
Bat-Mite heeft het uiterlijk van een klein mannetje in een strak Batmankostuum. Hij is een grote bewonderaar van Batman en heeft zijn idool dan ook meerdere malen opgezocht.

## Personage
Bat-Mite komt uit een andere wereld genaamd de Mite-dimensie. Hij kwam naar de aarde om zijn idool Batman te zien.
Bat-Mite gebruikte zijn magie geregeld om situaties te creëren waarin Batmans hulp nodig was, zodat hij zijn idool in actie kon zien. Bat-Mite kan echter niet als een superschurk worden omschreven daar hij niet echt kwade bedoelingen heeft en Batman ook met rust laat indien hij beseft dat hij te ver is gegaan.

## Krachten en vaardigheden
Bat-Mite beschikt over vrijwel ongelimiteerde magische krachten. Hij kan dingen doen die tegen alle natuurwetten ingaan.

## Geschiedenis
Bat-Mite verscheen geregeld in Batman, Detective Comics, en World's Finest Comics gedurende vijf jaar. Bat-Mite en Mr. Mxyzptlk werkten samen in World's Finest Comics. Toen in 1964 Julius Schwartz de nieuwe redacteur van de Batman-strips werd, was Bat-Mite een van de personages die van hem uit de strip moest worden geschreven, samen met de originele Batgirl en Ace the Bat-Hound. Hierna werden nog drie Bat-Mite verhalen gepubliceerd, waarvan twee Bat-Mite/Mr. Mxyzptlk teamups in World's Finest Comics #152 (augustus 1965) en #169 (september 1967). Door middel van de Crisis on Infinite Earths verhaallijn werd Bat-Mites bestaan geheel gewist uit de DC Comics continuïteit.

## Optredens in andere media
- Bat-Mite was een vast personage in de animatieserie The New Adventures of Batman, waarin hij eveneens een goedbedoelde magische fan van de superheld is. Hij probeert Batman en Robin geregeld te helpen, maar maakt de situaties over het algemeen alleen maar complexer.
- Een animatronic versie van Bat-Mite was even kort te zien in de aflevering Deep Freeze van Batman: The Animated Series.
- Een aflevering van de animatieserie Teen Titans bevatte een personage dat sterk leek op Bat-Mite genaamd "nosyarG kciD".
- Batmite is een regelmatig terugkerend personage in Batman: The Brave and the Bold